# Fermín Arteta Sesma
Fermín Arteta Sesma (Corella, 8 de juliol de 1796 - Madrid, 15 de desembre de 1880) va ser un polític navarrès, ministre durant el regnat d'Isabel II d'Espanya.

## Biografia
Ingressà a la milícia el 1814, quan s'allistà a la guàrdia valona i va formar part del Batalló Sagrat, dedicant-se durant un temps com a enginyer militar a estudiar la restauració dels castells de Burgos i Pancorbo. Amb l'arribada dels Cent Mil Fills de Sant Lluís s'hagué de retirar a Cadis, però després tornà a l'exèrcit i participà en la repressió del pronunciament d'Espoz i Mina el 1830, que li comportà l'ascens a capità.
L'esclat de la primera guerra carlina (1831) l'agafà a Saragossa, i participà en el front del Nord. La seva actuació li va valer l'ascens a comandant de Batalló d'Infanteria i la Creu Llorejada de Sant Ferran. Va ser elegit diputat a Corts per Navarra els anys 1837, 1839 i 1844.
Fou Ministre de la Governació en el govern interí de Modesto Cortázar Leal de Ibarra (agost-setembre de 1840), després fou nomenat governador civil de Madrid, i elegit diputat per Logronyo el 1846. A l'any 1849 va ser nomenat senador reial vitalici i governador civil de Barcelona el 1850, càrrec des del que va combatre amb especial intensitat l'incipient moviment obrer barceloní.
Reclamat una altra vegada al ministeri de la Governació en 1851, aquest mateix any va ocupar la cartera de Foment amb el Partit Moderat, en el govern de Juan Bravo Murillo. Durant el seu mandat va prendre mesures per a la implantació del sistema mètric decimal. Va ser membre del Consell Reial fins a 1854, data en què es retirà a Corella.